# Морозовка (Тульская область)
Моро́зовка — деревня в Тульской области России.
В рамках организации местного самоуправления входит в городской округ город Тула, в рамках административно-территориального устройства является центром Бежковского сельского округа Ленинского района Тульской области.

## География
Расположена на реке Бежка, на восточной границе областного центра, города Тула.

## Население
| 2002 | 2010 |
| ---- | ---- |
| 192  | ↗208 |

## История
В рамках организации местного самоуправления с 2006 до 2014 гг. деревня включалась в Шатское сельское поселение Ленинского муниципального района.
С 2015 года деревня входит в Пролетарский территориальный округ в рамках городского округа город Тула.